# Europees kampioenschap hockey mannen 2019
De 17e editie van het Europees kampioenschap hockey voor mannen werd van 16 augustus 2019 tot en met 24 augustus gespeeld in Antwerpen, België. Het toernooi werd gewonnen door wereldkampioen België dat in de finale Spanje met 5-0 versloeg. Titelverdediger Nederland behaalde de bronzen medaille door Duitsland met 4-0 te verslaan. De winnaar van dit toernooi kwalificeerde zich voor de Olympische Zomerspelen 2020 in Tokio.
Tegelijkertijd werd het Europees kampioenschap voor vrouwen gespeeld.

## Gekwalificeerde teams
| Data                | Toernooi         | Locatie               | Quotas | Gekwalificeerde teams                       |
| ------------------- | ---------------- | --------------------- | ------ | ------------------------------------------- |
| Gastland            | Gastland         | Gastland              | 1      | België                                      |
| 19-27 augustus 2017 | EK Hockey 2017   | Amstelveen, Nederland | 5      | Nederland Engeland Duitsland Spanje Ierland |
| 6-12 augustus 2017  | EK voor B-Landen | Glasgow, Schotland    | 2      | Schotland Wales                             |
| Totaal              | Totaal           | Totaal                | 8      |                                             |

## Groepsfase

### Groep A
| Pos | Team       | Wed | W | G | V | Ptn | DV | DT | +/− | Kwalificatie          |
| --- | ---------- | --- | - | - | - | --- | -- | -- | --- | --------------------- |
| 1   | België (G) | 3   | 3 | 0 | 0 | 9   | 13 | 0  | +13 | Halve finales         |
| 2   | Spanje     | 3   | 1 | 1 | 1 | 4   | 7  | 8  | −1  | Halve finales         |
| 3   | Engeland   | 3   | 0 | 2 | 1 | 2   | 4  | 6  | −2  | Transfer naar Groep C |
| 4   | Wales      | 3   | 0 | 1 | 2 | 1   | 3  | 13 | −10 | Transfer naar Groep C |

| 16 augustus 2019 20:30                         |         |        |                                                             |
| België                                         | 5–0     | Spanje | Scheidsrechters: Jakub Mejzlík (CZE) Jonas van 't Hek (NED) |
| Hendrickx 9', 54' Wegnez 19' Boon 52' Kina 55' | Verslag |        | Scheidsrechters: Jakub Mejzlík (CZE) Jonas van 't Hek (NED) |

| 17 augustus 2019 11:15 |         |                               |                                                             |
| Engeland               | 2–2     | Wales                         | Scheidsrechters: Sébastien Duterme (BEL) Andrés Ortiz (ESP) |
| Ward 26' Gall 58'      | Verslag | G. Furlong 32' R. Furlong 52' | Scheidsrechters: Sébastien Duterme (BEL) Andrés Ortiz (ESP) |

| 18 augustus 2019 13:30                          |         |                |                                                            |
| Spanje                                          | 5–1     | Wales          | Scheidsrechters: Paul Walker (ENG) Sébastien Duterme (BEL) |
| Iglesias 3' Quemada 14', 56' Ruiz 28' Romeu 36' | Verslag | G. Furlong 42' | Scheidsrechters: Paul Walker (ENG) Sébastien Duterme (BEL) |

| 18 augustus 2019 18:00 |         |                        |                                                                    |
| Engeland               | 0–2     | België                 | Scheidsrechters: Coen van Bunge (NED) Michael Gholami-Eilmer (AUT) |
|                        | Verslag | Boon 15' Hendrickx 49' | Scheidsrechters: Coen van Bunge (NED) Michael Gholami-Eilmer (AUT) |

| 20 augustus 2019 13:30 |         |                      |                                                            |
| Spanje                 | 2–2     | Engeland             | Scheidsrechters: Ben Göntgen (GER) Sébastien Duterme (BEL) |
| Quemada 33' Arana 43'  | Verslag | Ward 21' Jackson 52' | Scheidsrechters: Ben Göntgen (GER) Sébastien Duterme (BEL) |

| 20 augustus 2019 20:30                                            |         |       |                                                      |
| België                                                            | 6–0     | Wales | Scheidsrechters: Bruce Bale (ENG) Andrés Ortiz (ESP) |
| Hendrickx 15' Boon 15' De Kerpel 25' Charlier 28', 35' Briels 41' | Verslag |       | Scheidsrechters: Bruce Bale (ENG) Andrés Ortiz (ESP) |

### Groep B
| Pos | Team      | Wed | W | G | V | Ptn | DV | DT | +/− | Kwalificatie          |
| --- | --------- | --- | - | - | - | --- | -- | -- | --- | --------------------- |
| 1   | Nederland | 3   | 3 | 0 | 0 | 9   | 14 | 3  | +11 | Halve finales         |
| 2   | Duitsland | 3   | 2 | 0 | 1 | 6   | 16 | 3  | +13 | Halve finales         |
| 3   | Ierland   | 3   | 0 | 1 | 2 | 1   | 4  | 13 | −9  | Transfer naar Groep C |
| 4   | Schotland | 3   | 0 | 1 | 2 | 1   | 3  | 18 | −15 | Transfer naar Groep C |

| 17 augustus 2019 13:30                                                              |         |           |                                                                |
| Duitsland                                                                           | 9–0     | Schotland | Scheidsrechters: Michael Gholami-Eilmer (AUT) Bruce Bale (ENG) |
| Herzbruch 8', 40', 49' Wellen 9', 34' M. Grambusch 25' Fuchs 28' Rühr 54' Häner 55' | Verslag |           | Scheidsrechters: Michael Gholami-Eilmer (AUT) Bruce Bale (ENG) |

| 17 augustus 2019 15:45                       |         |                |                                                      |
| Nederland                                    | 5–1     | Ierland        | Scheidsrechters: Paul Walker (ENG) Ben Göntgen (GER) |
| Van Ass 3' Pruyser 5', 52' Kellerman 8', 37' | Verslag | O'Donoghue 25' | Scheidsrechters: Paul Walker (ENG) Ben Göntgen (GER) |

| 18 augustus 2019 15:45        |         |                            |                                                            |
| Ierland                       | 3–3     | Schotland                  | Scheidsrechters: Jonas van 't Hek (NED) Andrés Ortiz (ESP) |
| O'Donoghue 12', 58' Cross 55' | Verslag | Bain 28', 33' Falconer 51' | Scheidsrechters: Jonas van 't Hek (NED) Andrés Ortiz (ESP) |

| 18 augustus 2019 20:30      |         |                                     |                                                              |
| Duitsland                   | 2–3     | Nederland                           | Scheidsrechters: Francisco Vázquez (ESP) Jakub Mejzlík (CZE) |
| Herzbruch 25' Windfeder 42' | Verslag | Pruyser 21' Bakker 40' Brinkman 51' | Scheidsrechters: Francisco Vázquez (ESP) Jakub Mejzlík (CZE) |

| 20 augustus 2019 15:45 |         |                                                               |                                                               |
| Ierland                | 0–5     | Duitsland                                                     | Scheidsrechters: Coen van Bunge (NED) Francisco Vázquez (ESP) |
|                        | Verslag | Wellen 3' T. Grambusch 8' Hellwig 55' Fuchs 60' Windfeder 60' | Scheidsrechters: Coen van Bunge (NED) Francisco Vázquez (ESP) |

| 20 augustus 2019 18:00                                                  |         |           |                                                                 |
| Nederland                                                               | 6–0     | Schotland | Scheidsrechters: Michael Gholami-Eilmer (AUT) Paul Walker (ENG) |
| Bakker 6' Brinkman 15', 37' Van der Weerden 23' Janssen 58' Pruyser 60' | Verslag |           | Scheidsrechters: Michael Gholami-Eilmer (AUT) Paul Walker (ENG) |

### 5e tot en met 8e plaats

#### Groep C
| Pos | Team      | Wed | W | G | V | Ptn | DV | DT | +/− | Degradatie                                   |
| --- | --------- | --- | - | - | - | --- | -- | -- | --- | -------------------------------------------- |
| 5   | Engeland  | 3   | 2 | 1 | 0 | 7   | 7  | 3  | +4  |                                              |
| 6   | Wales     | 3   | 1 | 1 | 1 | 4   | 8  | 6  | +2  |                                              |
| 7   | Schotland | 3   | 1 | 1 | 1 | 4   | 7  | 8  | −1  | Degradatie naar de EuroHockey Nations Trophy |
| 8   | Ierland   | 3   | 0 | 1 | 2 | 1   | 4  | 8  | −4  | Degradatie naar de EuroHockey Nations Trophy |

| 22 augustus 2019 13:30        |         |                                        |                                                        |
| Wales                         | 2–4     | Schotland                              | Scheidsrechters: Jakub Mejzlík (CZE) Paul Walker (ENG) |
| Dolan-Gray 40' Shipperley 60' | Verslag | Golden 2', 53' Falconer 12' Parkes 35' | Scheidsrechters: Jakub Mejzlík (CZE) Paul Walker (ENG) |

| 22 augustus 2019 15:45 |         |            |                                                             |
| Engeland               | 2–1     | Ierland    | Scheidsrechters: Francisco Vázquez (ESP) Andrés Ortiz (ESP) |
| Wallace 11' Roper 12'  | Verslag | Robson 21' | Scheidsrechters: Francisco Vázquez (ESP) Andrés Ortiz (ESP) |

| 24 augustus 2019 13:30    |         |           |                                                                |
| Engeland                  | 3–0     | Schotland | Scheidsrechters: Jonas van't Hek (NED) Sébastien Duterme (BEL) |
| Ward 15', 29' Jackson 27' | Verslag |           | Scheidsrechters: Jonas van't Hek (NED) Sébastien Duterme (BEL) |

| 24 augustus 2019 15:45 |         |                                               |                                                                    |
| Ierland                | 0–4     | Wales                                         | Scheidsrechters: Coen van Bunge (NED) Michael Gholami-Eilmer (AUT) |
|                        | Verslag | G. Furlong 4', 20' Hutchinson 39' Francis 51' | Scheidsrechters: Coen van Bunge (NED) Michael Gholami-Eilmer (AUT) |

### Voor plaatsen 1 tot en met 4
|  | Halve finale | Halve finale |   |             | Finale       | Finale |
|  |              |              |   |             |              |        |
|  | 22 augustus  |              |   |             |              |        |
|  | België       | 4            |   |             |              |        |
|  | Duitsland    | 2            |   |             |              |        |
|  |              |              |   |             |              |        |
|  |              |              |   |             | 24 augustus  |        |
|  |              |              |   |             | België       | 5      |
|  |              | Spanje       | 0 |             |              |        |
|  |              |              |   |             |              |        |
|  |              |              |   |             | Derde plaats |        |
|  | 22 augustus  | 22 augustus  |   | 24 augustus | 24 augustus  |        |
|  | Nederland    | 3            |   | Duitsland   | 0            |        |
|  | Spanje       | 4            |   |             | Nederland    | 4      |

#### Halve finale
| 22 augustus 2019 18:00      |         |                                       |                                                     |
| Nederland                   | 3–4     | Spanje                                | Scheidsrechters: Bruce Bale (ENG) Ben Göntgen (GER) |
| Bakker 53' Janssen 59', 60' | Verslag | Quemada 2', 19' Romeu 34' Sánchez 50' | Scheidsrechters: Bruce Bale (ENG) Ben Göntgen (GER) |

| 22 augustus 2019 20:30                         |         |                    |                                                              |
| België                                         | 4–2     | Duitsland          | Scheidsrechters: Jonas van 't Hek (NED) Coen van Bunge (NED) |
| Boon 42' De Kerpel 54' Wegnez 56' Charlier 57' | Verslag | Rühr 21' Fuchs 26' | Scheidsrechters: Jonas van 't Hek (NED) Coen van Bunge (NED) |

#### Voor 3e/4e plaats
| 24 augustus 2019 18:00 |         |                                                               |                                                           |
| Duitsland              | 0–4     | Nederland                                                     | Scheidsrechters: Francisco Vázquez (ESP) Bruce Bale (ENG) |
|                        | Verslag | Kellerman 19' Pruyser 43' Hertzberger 58' Van der Weerden 60' | Scheidsrechters: Francisco Vázquez (ESP) Bruce Bale (ENG) |

#### Finale
| 24 augustus 2019 20:30                                          |         |        |                                                        |
| België                                                          | 5–0     | Spanje | Scheidsrechters: Jakub Mejzlík (CZE) Ben Göntgen (GER) |
| Dohmen 10' Van Aubel 17' Boon 18' Stockbroekx 27' Hendrickx 39' | Verslag |        | Scheidsrechters: Jakub Mejzlík (CZE) Ben Göntgen (GER) |

| Europees kampioen 2019 |
| ---------------------- |
|                        |
| België Eerste titel    |

## Eindrangschikking
| Rang   | Land      |
| ------ | --------- |
| Goud   | België    |
| Zilver | Spanje    |
| Brons  | Nederland |
| 4      | Duitsland |
| 5      | Engeland  |
| 6      | Wales     |
| 7      | Schotland |
| 8      | Ierland   |

 Gekwalificeerd voor de Olympische Zomerspelen 2020.
 Gedegradeerd naar het Europees kampioenschap voor B-Landen in 2021